# 彭真
彭真（1902年10月12日—1997年4月26日），原名傅懋恭，山西曲沃（今侯马市）人，中国共产党和中华人民共和国政治人物，原正国级领导人。早年参加革命，组建共产党的山西组织，并长期领导中共中央北方局的地下工作。抗日战争时期，出任中共中央晋察冀分局书记、中共中央组织部部长、中共中央党校副校长、中共中央政治局委员和中央书记处候补书记等职务。第二次国共内战时期，任中共中央东北局书记、东北民主联军第一政委、中央组织部部长、中共北平市委书记等职。中华人民共和国成立后，担任中华人民共和国首任中共北京市委第一书记，文化革命五人小组负责人。因二月提纲被免职下狱，文化大革命结束后，担任首任中央政法委员会书记、全国人民代表大会常务委员会委员长等职，重建、恢复中华人民共和国法制体系。號稱是邓小平主政时期的中共八大元老之一。

## 生平

### 早年生活
清光緒二十八年（1902年）9月11日，傅懋恭生於山西省曲沃县侯马镇垤上村，幼年即随父傅维山、母魏桂枝下田劳动，夜晚全家纺线，以维持生计:5。1919年，他考入曲沃县立第二高等小学:521。

### 参加革命
1922年，毕业后进入山西省省立第一中学:327，参加进步组织青年学会，并接受马克思主义。同年冬，傅懋恭任一中青年学会设立的平民小学校长:23。1923年冬，经高君宇、李毓棠介绍，他加入中国共产党:522。1924年，山西第一个中共党组织组建，傅懋恭任中共太原支部委员、书记:31；并领导成立太原国民会议促成会，当选为促成会秘书主任:28-29。 
1925年1月，他指导成立山西工人联合会:28-29。2月，当选共产主义青年团太原地委书记:31。5月，参加领导山西各界群众反对阎锡山强征房屋估价税的斗争，迫使阎锡山取消房屋估价税:33-34。6月，五卅惨案后，傅懋恭发动组织“山西各界为帝国主义惨杀同胞雪耻会”，并任副主席:36。7月至8月，他指导成立正太路太原工人雪耻会、太原总工会:42-43。8月下旬，经中共地下党调往石家庄，任正太铁路总工会秘书，领导恢复正太铁路总工会。1926年3月下旬至4月，他成功组织领导石家庄大兴纱厂工人的罢工斗争:43-45。5月，调天津工作，至1927年夏，先后任中共天津地委二部委、一部委、三部委书记和天津地委组织部长、职工运动委员。
1927年8月中旬，傅懋恭任中共天津市委代理书记。11月，任书记。随后抵达唐山，指导当地工人暴动准备:57。1928年2月，他升任中共顺直省委常委；后因书记李季达被捕杀害，担任代理书记、组织部长和中共天津特区委书记。1929年2月，中共天津特区委改为中共天津工作办事处（天津工作会议），傅懋恭任书记:62。同年6月，因被人出卖，天津地下党遭到当局查封，他也被捕:68。1935年，刑满释放后的傅懋恭，随即担任中共天津工作组负责人，指导天津市学生联合会，受中共北方局委托重建天津市委。
1936年4月，刘少奇从延安抵达天津负责重组中共中央北方局，委任傅懋恭为组织部部长，组建中共北平学委，改组中共北平市委:15；并领导中华民族解放先锋队总队部:15。

### 抗日战争

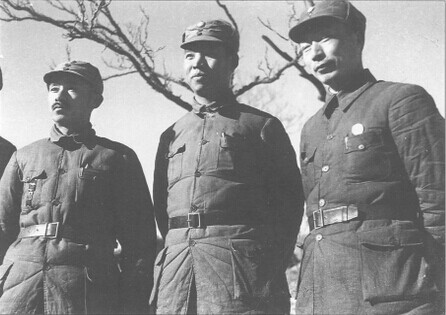
1938年，彭真作为中共北方局代表常驻晋察冀边区。关向应、彭真、聂荣臻三人合影

1937年1月，傅懋恭指导成立北平各界救国联合会。2月指导中华民族解放先锋队总队在北平召开第一次全国代表大会。5月，出席苏区代表会议，任白区代表团主席:98。7月，任中共北方局组织部长，后随北方局机关赴太原，部署共产党在华北地区的地下工作。同年傅懋恭也改名彭真，取祖母“彭”姓，“真”意指“坚持真理，存真求实”。

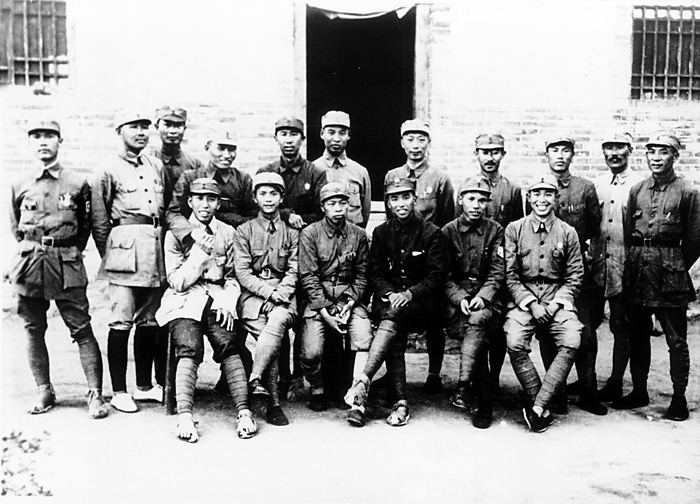
1939年晋察冀军区在河北唐县何家庄召开会议，后排左六为彭真

1938年抗日战争爆发后，彭真任中共中央晋察冀分局书记，参与指导冀东大暴动。1939年，兼任新成立的北方分局党校校长。同年10月，主持召开北方分局组织工作会议，之后指导中共粉碎山西十二月事变（晋西事变）:114。1940年，他召开了一系列北方分局干部会议，部署在抗日战争期间，巩固中共工作和坚持巩固根据地的方针政策:159。8月，主持制定的《中共中央北方分局关于晋察冀边区目前施政纲领》（通称“双十纲领”），在边区进行选举、政治及经济改革:508。
1941年，彭真在延安任中央党校副校长、中共中央组织部部长、城市工作部部长:128。同年9月，任中共中央党校教育长。1942年，中共中央政治局决定，中央党校直属中央书记处，政治指导由毛泽东负责，彭真仍为教育长:18。1943年3月，参加中共中央政治局会议。毛泽东兼任中央党校校长，彭真任副校长。1944年3月5日，任中共中央组织部代理部长，随后参加中共六届七中全会，参与起草《关于若干历史问题的决议》和《关于修改党的章程》的报告。6月5日，任中共中央城市工作委员会主任:137；9月1日，任中央城市工作部部长，主持召开中共中央城市工作会议，作《关于大城市和交通要道工作》的报告。整风运动中，作《思想方法问题》的总结报告:135。
1945年，出席中共七大，任代表资格审查委员会主任，当选为中央委员。同年6月19日，中共七届一中全会，当选为中央政治局委员。8月，出席中共中央政治局扩大会议，被增补为中央书记处候补书记。

### 第二次国共内战

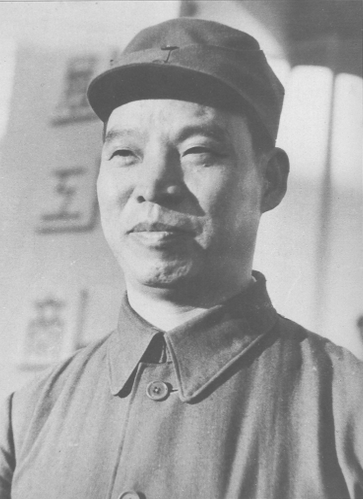
1945年9月，时任中共中央东北局书记的彭真

抗日战争结束后，东北被苏联红军占领。时局此时非常复杂，国共双方都急欲在苏联撤军后独占东北。中共中央一方面派彭真任中共中央东北局书记；一方面由山东调兵东北，并由林彪指挥前线。为方便与苏联红军交涉，中共中央军委临时授予彭真中将军衔:125。1945年9月，彭真与陈云、叶季壮、伍修权等乘坐苏联飞机飞往沈阳，飞机在山海关机场降落加油时意外冲出跑道栽进麦田，彭真头部受到撞击:122。随后彭真等人改乘火车，于9月18日抵达沈阳，开始着手与中国国民党争夺东北:125。10月31日，彭真任东北人民自治军（1946年1月改称东北民主联军）第一政治委员。
1946年3月，彭真主持的东北局决定迅速占领长春、哈尔滨和齐齐哈尔，确保控制北满。4月共军部队顺利占领三座城市后，局势突变，国军调孙立人新一军、廖耀湘新六军、陈明仁第七十一军等精锐北上，由白崇禧、杜聿明指挥。尽管林彪、陈云建议撤出长春，彭真主政的东北局在中共中央的坚持下决定坚守长春，林彪被迫率领东北民主联军在四平阻击国军精锐，最终不敌溃败，共军撤往松花江以北。军事上的失败使林彪等人与彭真的分歧充分暴露了出来:111-112。6月16日，中共中央决定改组东北局，以林彪为东北局书记、东北民主联军总司令兼政治委员，彭真改任东北局副书记兼东北民主联军副政治委员。
1947年7月，彭真离开东北，出席在河北平山西柏坡村召开的全国土地会议。会后彭真被中共中央留在河北，任中共中央工作委员会常委，指导晋察冀地区的工作。1948年，参加中共中央书记处会议，随后兼任中共中央组织部部长，中共中央政策研究室主任。9月，参加在西柏坡召开的中共中央政治局扩大会议。12月13日，任中共北平市委书记，研究接管北平的工作。1948年重任中共中央组织部部长、政策研究室主任，兼任中共北平市委书记:177。
1949年1月，北平和平解放后，彭真出任中共北平市委书记，主政后来的中华人民共和国首都:182。期间他组织了一系列任务，包括重建北平政治机构、保护并恢复北平的企业生产、发展北平文化教育事业，培养干部并输送全国:183-186。9月21日至30日，出席中国人民政治协商会议第一届全体会议，当选为政治协商会议全国委员会委员、中央人民政府委员:193。

### 建国初期

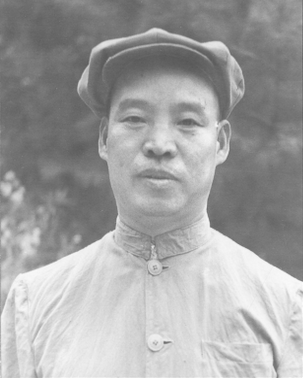
1949年，时任中共北平市委书记的彭真

1949年10月1日，中华人民共和国正式成立，彭真出席中华人民共和国开国大典。10月19日，任政务院政治法律委员会副主任。11月，他当选为北京市各界人民代表协商委员会主席，后任中央政法小组组长，协助中央领导政法工作:340。

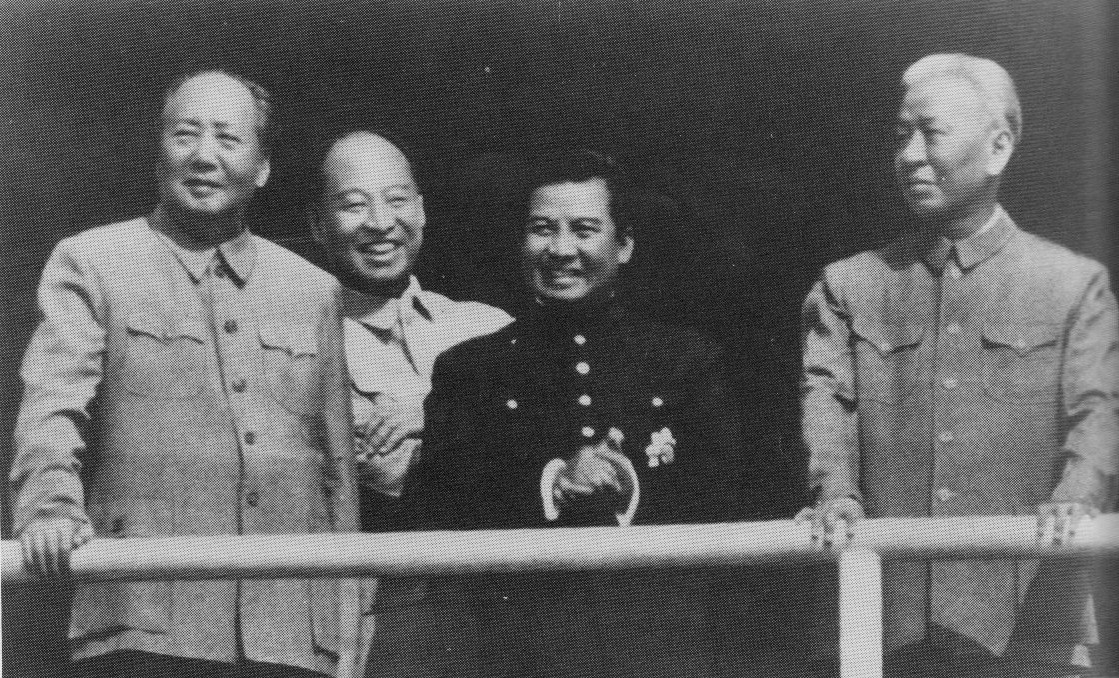
1965年，毛泽东、彭真、西哈努克、刘少奇在天安门城楼上

1950年2月，彭真当选为北京市总工会主席。中共七届三中全会中，担任中央土改问题委员会委员。1951年，当选为北京市市长，以后连选连任，一直到1966年。任内主持共和国建国初年的历次运动，包括三反五反运动、工商业社会主义改造、农业合作化等。1953年3月，任政务院政治法律委员会中共党组书记，主持《关于政治法律工作的报告》，提出建设社会主义法律制度。12月，起草《关于改建和扩建北京市规划草案》，并开始着手首都建设、扩建街道和整治治安，过程中积极听从群众和专家的意见，包括梁思成的城市规划建设意见。一系列的改革成果显著，使得北京的工业和市政建设得到崭新变化。1954年，他当选为第一届全国人大代表。9月，他出席第一届全国人大第一次会议讨论宪法草案，期间并发言。1954年12月，彭真当选为全国政协副主席。1955年，当选为北京市委第一书记，掌管着首都北京的党、政工作。
此外，他同时负责着共和国初期的立法工作。1956年7月，彭真主持召开中共中央法律委员会第一次会议，讨论起草《中华人民共和国刑法》和《中华人民共和国刑事诉讼法草案》等问题:408。9月15日至27日，出席中国共产党第八次全国代表大会，当选为第八届中央委员会委员。随后在中共八届一中全会上当选为中央政治局委员、中央书记处书记，协助邓小平负总责，并分管统战、政法和港澳方面的工作。11月15日至1957年2月1日，率全国人大代表团访问苏联、捷克斯洛伐克、罗马尼亚，保加利亚、阿尔巴尼亚和南斯拉夫:257。1958年6月，任直属于政治局和书记处的中央政法小组组长。9月至11月，同各方研究天安门广场的规划和人民大会堂的设计方案等问题:340。1959年4月，出席第二届全国人民代表大会第一次会议和中国人民政治协商会议第三届全国委员会第一次全体会议，分别当选为全国人大常委会副委员长兼秘书长和全国政协副主席。1960年6月24至26日，彭真率中共代表团参加社会主义国家共产党和工人党布加勒斯特会议，会上彭真与苏联领导人赫鲁晓夫发生激烈的言语冲突。7月，赫鲁晓夫召回全部苏联在华专家。
1961年，彭真与邓小平一起组织了五个调查组，到北京市顺义县、怀柔县农村调查研究三面红旗和大饥荒的问题:233。1962年1月，中共中央在北京召开扩大的中央工作会议（即七千人大会），会上总结和批评了大跃进的问题，彭真在会上指出“毛主席也不是什么错误都没有”。毛泽东被迫在会上承认错误，但心中亦对刘少奇、邓小平、彭真等人产生警惕。
1963年7月6日至20日，彭真作为中共代表团副团长，与团长邓小平及康生抵达莫斯科与苏共中央举行了9次会谈，苏斯洛夫为苏方代表团团长，波诺马廖夫和安德罗波夫也参加辩论，双方就国际共产主义运动中出现的问题开展论争，7月14日，苏方不顾中共反对公开发表了《给苏联各级党组织和全体共产党员的公开信》，中苏关系进一步恶化。
1964年7月，中共中央书记处决定成立文化革命五人小组，毛泽东颇有寓意地提名彭真为组长，负责领导各有关方面贯彻执行中共中央和毛泽东关于文学艺术和哲学社会科学问题的指示。12月20日至1965年1月5日，彭真连任全国人大常委会副委员长和全国政协副主席；然而在北京举行中央工作会议上，毛泽东借机称北京有两个“独立王国”，并拉拢林彪参加毛泽东生日，借机争取军队和林彪支持:100。

### “文革”时期

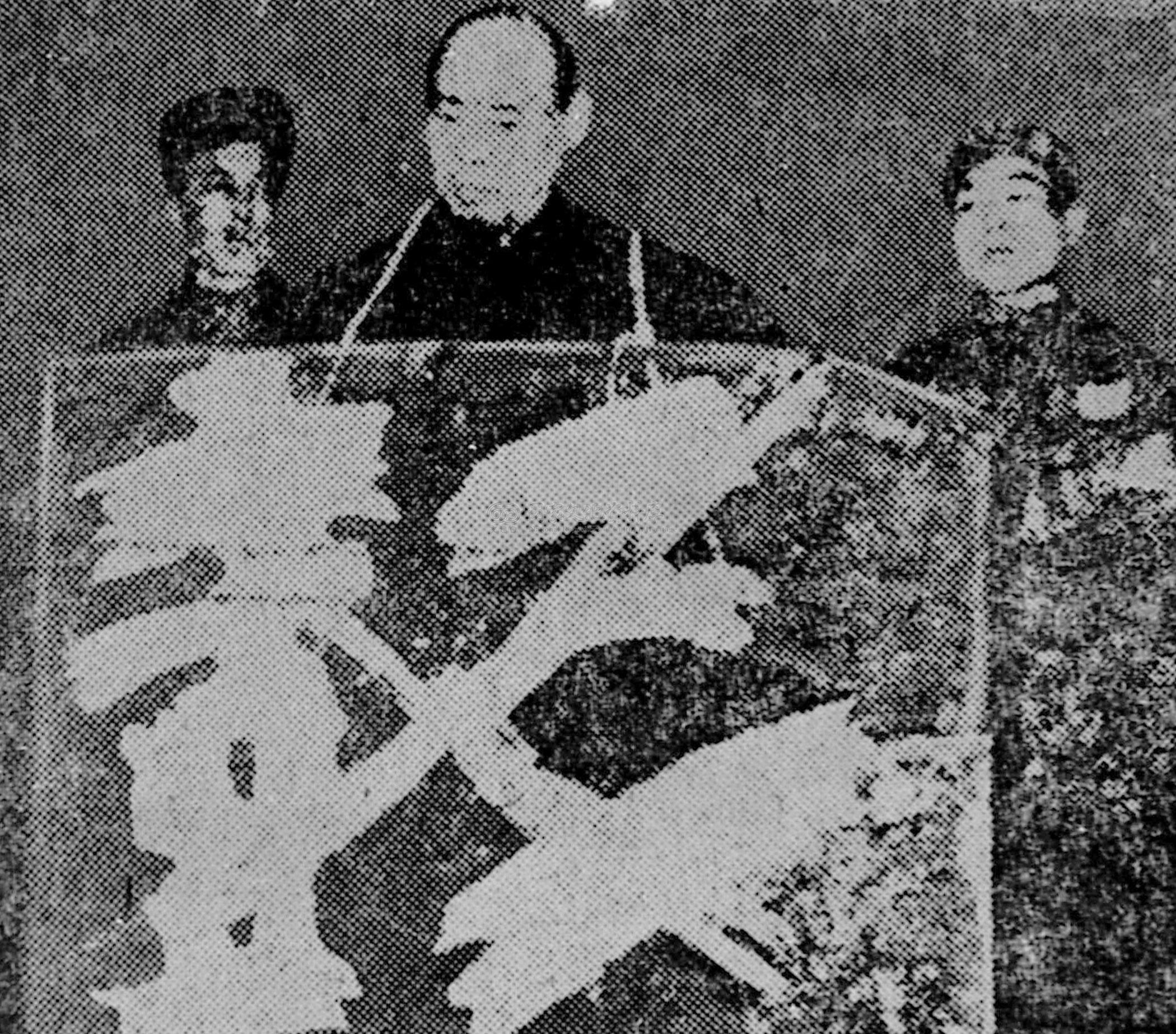
遭紅衛兵批鬥的彭真。

1965年11月，上海《文汇报》抛出姚文元的《评新编历史剧〈海瑞罢官〉》，直指北京市副市长吴晗。这一江青（一说毛泽东:110）授意的政治攻击，遭到彭真的反对。1966年2月3日，彭真召开中央五人小组扩大会议，主持起草《关于当前学术讨论的汇报提纲》（即“二月提纲”），提出学术问题应当与政治分离、并反对将吴晗牵连到1959年庐山会议。5日，彭真参加刘少奇主持的中共中央政治局常委会会议，会议讨论通过了汇报提纲。1966年2月，刘少奇主持政治局在京的中央政治局常委开会，通过了《二月提纲》:110。随后，又派彭真、陆定一等人专程飞往武汉，向毛泽东汇报《二月提纲》的形成过程及其内容。彭真在武汉代中央草拟了关于转发《二月提纲》的批语，在京的政治局常委传阅表示同意后，就以中共中央文件把它批转全党:110。
《二月提纲》明确反对将学术问题上升为政治立场问题，与毛泽东的意图与之后文化大革命的趋势形成了鲜明的反差。3月下旬，毛泽东同康生、江青等人多次谈话，批评《二月提纲》混淆阶级界限，是错误的，指令向全党下达撤销《二月提纲》的通知；毛泽东并称：“北京市委针插不进，水泼不进。要解散市委。”:110于是，产生了由陈伯达等人起草、经毛泽东先后八次审阅修改、最后经中央政治局扩大会议讨论于5月16日通过的《中国共产党中央委员会通知》（《五一六通知》）。《通知》指责彭真“背着康生同志和其他同志”、造谣，重大问题根本没有在五人小组讨论过、商量过，而是按照自己的意见汇报。《通知》除点名批判彭真外，还宣布撤销《二月提纲》和文化革命五人小组，改设立中央文革小组指导。5月18日，林彪响应毛泽东，发布一份防止政变的讲话（五·一八讲话）。之后，与刘少奇、彭真有关的罗瑞卿、陆定一、杨尚昆等人相继被免:102，彭真的下台也被史学家诠释为毛泽东反击刘少奇一派的“前哨战”。
5月4日至26日，在中共中央政治局扩大会议上彭真受到批判，被停止中央书记处书记的职务，撤销中共北京市委第一书记、北京市市长的职务。24日，中共中央政治局常委会会议决定成立“彭真、罗瑞卿、陆定一、杨尚昆反党集团”专案审查委员会，彭真也由此被诬定为“特务”而被打倒。12月，彭真被叶向真、刘诗昆等红卫兵纠走，遭到监禁。1975年5月19日，被从北京送往陕西商县，自由仍受到限制:300。在监禁期间，彭真在侯马垤上村的老家也遭到冲击，85岁的老母和弟弟均被批斗折磨致死、侄子傅汝正因迫害绝望自杀。

### 改革开放
1978年12月28日，中共十一届三中全会结束后，彭真回到北京。1979年2月17日，中共中央发出《关于为彭真同志平反的通知》，宣布文化大革命中“强加给彭真同志的种种罪名和一切诬蔑不实之词，均应予以推倒”。文化大革命中所遭到的迫害，以及对于整个运动对中国政治和社会的严重后果，促使彭真思考法治建设的重要性。2月17日至23日，他出席第五届全国人大常委会第六次会议，被任命为新成立的全国人大常委会法制委员会主任。3月至6月，主持修订《选举法》、《地方各级人民代表大会和地方各级人民政府组织法》、《人民法院组织法》、《人民检察院组织法》，起草《中华人民共和国刑法》、《刑事诉讼法》、《中外合资经营企业法》。
6月18日至7月1日，出席五届全国人大二次会议，被补选为全国人大常委会副委员长。9月25日至28日，参加中共十一届四中全会，被增补为中央委员，当选为中央政治局委员。11月23日至29日，出席五届全国人大常委会第十二次会议，兼任全国人大常委会代秘书长。1980年1月24日，任中央政法委员会书记:340。3月17日，根据中共中央决定，任两案审判指导委员会主任，统一领导审判“林彪、江青反革命集团”的工作:111-113。
8月30日至9月10日，彭真出席第五届全国人大三次会议，被任命为宪法修改委员会副主任委员。1982年2月至11月，宪法修改草案。9月1日至11日，出席中国共产党第十二次全国代表大会，当选为中央委员。在12日、13日召开的中共十二届一中全会上当选为中央政治局委员。11月26日，作《关于中华人民共和国宪法修改草案的报告》。1983年2月4日，会议通过《中华人民共和国宪法》，使得宪法重新成为社会秩序和法制的基础。6月6日至21日，出席第六届全国人大第一次会议，并接替叶剑英出任全国人大常委会委员长:66。
在1987年在所謂的『党内民主生活会』上，彭真率先对時任中共中央总书记胡耀邦进行攻击和批评，最终促使胡耀邦在非正常程序下野。

### 晚年岁月
1987年10月25日至11月1日，出席中国共产党第十三次全国代表大会，任大会主席团常务委员。大会批准一批年事已高的老同志退出中央领导机构，85岁的彭真也退出中央政治局和中央委员会等領導職務。隨後1988年4月27日，彭真在七届全国人大一次会议后卸任全国人大常委会委员长職務退休，其职务由万里接任。在六四事件中，彭真大力支持实施军事戒严和解除赵紫阳职务。

### 逝世
1997年4月26日，彭真在北京医院逝世，享年95岁（满94周岁）。
中共中央、全国人大常委会、国务院、全国政协、中央军委发布讣告，称赞彭真道：
|  | 伟大的无产阶级革命家、政治家，杰出的国务活动家，坚定的马克思主义者，我国社会主义法制的主要奠基人，党和国家的卓越领导人。为中国人民的解放和新中国的诞生，为社会主义革命和建设事业，为最终实现共产主义，顽强奋斗，建树了不可磨灭的历史功勋。 |

遗体火化后，骨灰迁至八宝山革命公墓。

## 纪念

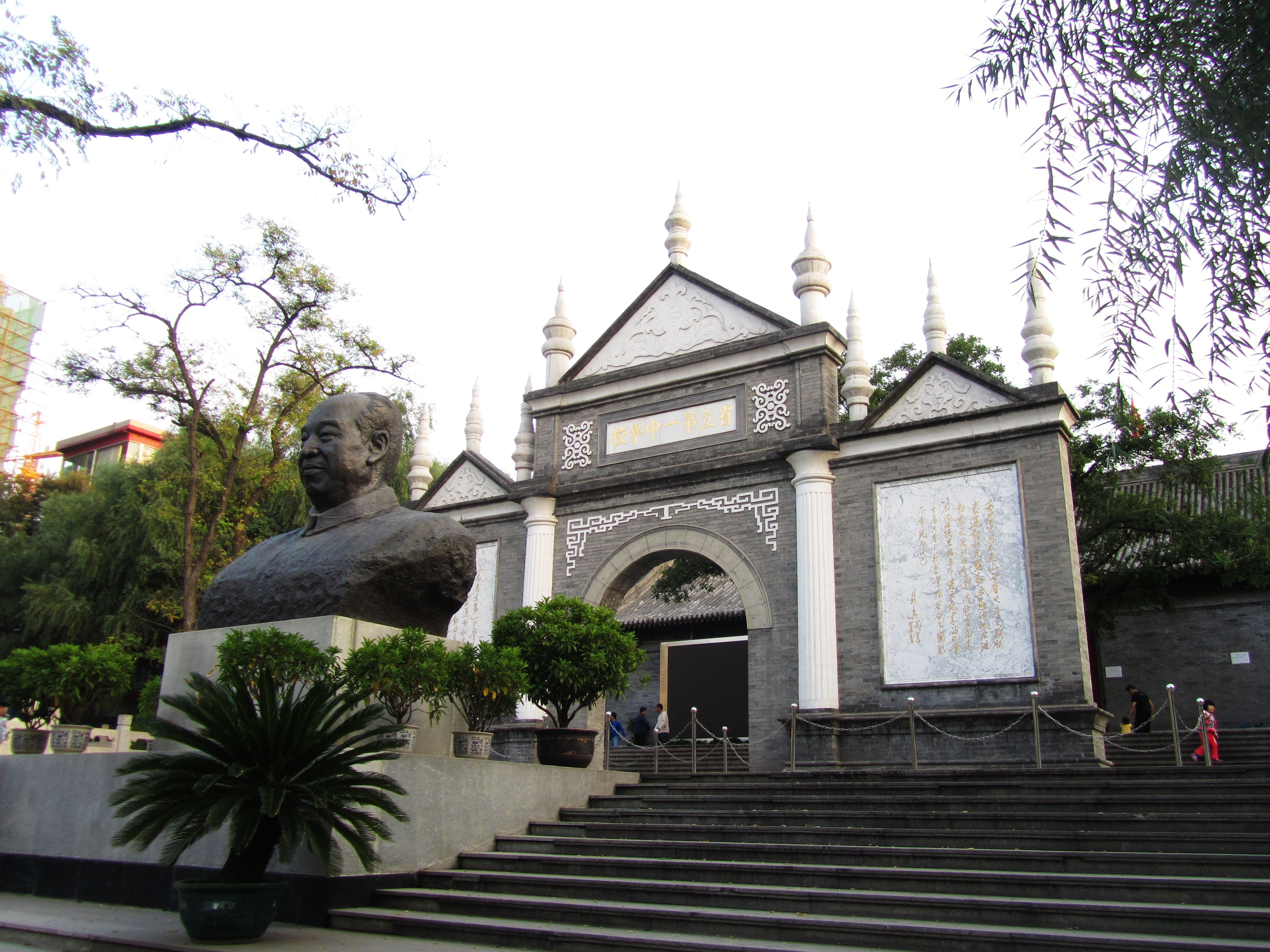
位于太原的山西省立第一中学旧址和彭真雕塑

彭真的文章、电报、讲话被收录于《彭真文选》，并于1991年6月1日发行，其中包括他在抗日战争、二次国共内战期间、共和国建立初期以及改革开放后的演讲和发表的文章。1998年4月，纪念文集《缅怀彭真》和画册《彭真》也发行于世。
2002年10月，全国人大常委会办公厅、中共北京市委联合摄制，北京电视艺术中心和八一电影制片厂承製的20集电视连续剧《彭真》播出，纪念彭真诞辰100周年，此剧由王利民、林兵导演；吴卫东、张玉善分别扮演青年与老年时期的彭真。
2002年10月11日，中共中央举行“纪念彭真同志诞辰100周年座谈会”，由全国人大常委会委员长李鹏主持座谈会，纪念彭真对于共和国及共产党的贡献。与此同时，彭真铜像在其故居山西省侯马市垤上村落成。而位于太原市文瀛公园内文瀛湖南畔的“中共太原支部旧址纪念馆”也更名为“彭真生平暨中共太原支部旧址纪念馆”，纪念高君宇、彭真等人对于山西党组织的建立功绩。

## 理念
彭真在回忆自己的政治贡献中，表示中国在民主与法制建设方面的成绩是“集体领导的结果”，并将自己的理念总结为两句话：“真理面前人人平等，法律面前人人平等”，并认为如果坚持这两者，中国的社会制度、国家安定、民主与法制就会继续健康发展。

### 实事求是
彭真早年从事地下工作，对工作任务以事实为真理。在担任中央党校教育长时候，彭真作《关于党校讨论大会的方针问题》的报告中提出，“在真理面前大家是一律平等的”，“大家应该本着实事求是的精神，把自己和别的同志的思想行为当作客观事物来对待，是则是，非则非，对自己和别人都一视同仁”。他“坚持真理，随时修正错误”，无论职务和权力大小。然而为坚持此观点，1965年，彭真在全国文化厅局长会议上讲话，针对意识形态领域的攻击，进行了针对性批评；并反对姚文元文章《评新编历史剧〈海瑞罢官〉》中对吴晗的栽赃诬陷。尽管毛泽东明确暗示《海瑞罢官》的“要害是罢官”，是为彭德怀翻案之后；彭真仍然坚持此理念，当面向毛泽东称：“我们经过调查，没有发现吴晗同彭德怀有什么组织联系。”之后彭真召集文化革命小组扩大会议，拟定了《关于当前学术讨论的汇报提纲》（“二月提纲”）进一步约束业已出现的极左倾向，将文革运动置于政治控制和学术讨论的范围中。他也因此被打倒，成为文化大革命第一批受迫害的政治领导人。

### 法律之前人人平等
彭真是中国共产党内第一位系统阐述“法律之前人人平等”思想的领导人。早在1954年9月17日，彭真在第一届全国人民代表大会第一次会议上发言，系统地阐述了公民在法律上一律平等的思想，强调“不允许有任何超于法律之外的特殊分子”。这理念落实到1954年《中华人民共和国宪法》和法院、检察院组织法中。但因之后的反右派斗争中，这一观念被视为“资产阶级法律观点”而成为禁区；1975年宪法和1978年宪法都取消了这一原则。1979年，彭真担任全国人大常委会法制委员会主任时，将此理念再次写入《中华人民共和国宪法》（1982年宪法）及其他基本法，并增加了“不允许有任何特权”的内容，以阻断文化大革命中的阶级血统论及特权派。
美中关系全国委员会主任戴维·M·兰普顿则评价彭真把法律看作一种专制统治的工具，当作制造可预见性同时保持共产党精英统治的方式，但并不把法律也看作会对精英自身有所约束的东西。

## 评价
对于彭真的正面评价主要包括有“大度、乐观、宽恕”，以及他对于北京的建设、中国法律制度的恢复等。彭真长期主政共和国首都北京，因其采取宽容知识分子的政策和态度，使他受到文艺界的广为欢迎。文化大革命期间，彭真因保护知识分子首先落难，并惨遭十余年折磨。他刚返回北京时候，尚未获得平反，暂住前门饭店。然而探望的人络绎不绝，以至于“排着队等着看望”、“连续半个月”。尽管文革中母亲及弟弟惨遭批斗杀害，复出后的彭真仍然保持极大大度与宽恕的态度。他返回北京后，当年批斗过他的年轻人主动上门道歉，彭真却不怪罪年轻人，称“责任不在他们”，并逐一亲吻这些年轻人。在对于毛泽东的历史评价问题上，彭真认为中共对于毛泽东的个人崇拜是历史形成的，文化大革命的责任是中共集体责任。应当通过立法和法律约束，才能彻底改变中国人治的弊端。
对于彭真的批评，主要集中在维护邓小平形成的老人政治体制。彭真因晚年时期的保守主义，被部分学术界归类为邓小平时期“中共八老”之一。《纽约时报》在彭真讣告中指出：“他和老资格的强硬派陈云——1995年逝世——密切合作，给邓小平在80年代推动的经济改革制造了许多障碍”，包括对私有财产、资本主义和西方文化的反对，阻碍经济改革步伐、减少政治改革希望。

## 著作
- 《彭真文选》1991年人民出版社。收入彭真自1941年到1990年的重要文章、电报、讲话共90篇，
- 《彭真论新中国的政法工作》1992年中央文献出版社。收录了1948年-1990年的重要讲话、报告71 篇。

## 荣誉

### 外国勋奖
- 柬埔寨王国
  -  大十字级沙瓦德拉王家勋章（1956年2月18日于北京颁发[72]）
- -  一级国旗勋章（1962年5月2日于平壤颁发[73]）

## 家庭
彭真与张洁清最初相识于1935年，当时彭真刚从监狱释放，暂住北平的大义社。张秀岩通过张洁清与彭真接头，之后两人逐渐有好感，两人交往直至彭真返回延安。1939年，张洁清抵达延安，与彭真再次相见，两人同年在延安结婚。文化大革命期间，两人均被迫害入狱。1975年，两人从秦城监狱出狱，流放到了陕西商洛，1978年底返回北京。
两人一共有三子一女，还有一位养女。
- 长女傅彦，北京富利公司董事长，曾任中国欧美进出口公司党委书记、中国欧美进出口公司总经理[76]。
- 长子傅锐，原中国核工业公司副总经理。
- 次子傅洋，是中华全国律师协会副会长、北京康达律师事务所所长。
- 三子傅亮，深圳名商高尔夫球会董事长，北京金世纪发展公司董事长[77]。
- 养女刘朝兰，刘以纯的独生女儿。刘以纯因晋西事变被阎锡山杀害，彭真夫妇便将刘朝兰作为养女收养，后成为作家[78]。